# Шогун (ТВ серија)
Шогун (енгл. Shōgun) америчка је телевизијска серија коју су створили Рејчел Кондо и Џастин Маркс. Темељи се на истоименом роману Џејмса Клавела. Ансамблску поделу улога предводе Хиројуки Санада, Козмо Џарвис, Ана Савај, Таданобу Асано, Такехиро Хира, Томи Бастоу и Фуми Никаидо. Иако је у питању америчка серија, глумачку поставу је углавном чине Јапанци и већина дијалога је на јапанском језику.
Прве две епизоде су приказане 27. фебруара 2024, док је остатак епизода приказиван седмично до 23. априла 2024. Добила је изузетно позитивне рецензије критичара, посебно за режију, сценарио, визуелне ефекте, продукцију, наступ глумачке поставе и верност изворном материјалу. Након успеха серије, наручене су друга и трећа сезона. На 76. додели Еми награда освојила је 18 награда, а била је номинована у 25 категорија, међу којима су награде за најбољу драмску серију и награде за главног глумца и глумицу у драмској серији.

## Радња
Шогун прати судар два амбициозна човека из различитих светова, Џона Блекторна — енглеског морнара који преузима ризик и завршава бродоломом у Јапану, земљи чија ће га непозната култура на крају редефинисати — и лорда Торанагу — оштроумног, моћног даимја, у сукобу са својим опасним, политичким ривалима и лејди Марико, женом са непроцењивим вештинама, али нечасним породичним везама, која мора да докаже своју вредност и оданост.

## Улоге
| Глумац          | Улога              |
| --------------- | ------------------ |
| Хиројуки Санада | лорд Јоши Торанага |
| Козмо Џарвис    | Џон Блекторн       |
| Ана Савај       | Тода Марико        |
| Таданобу Асано  | Кашиги Јабушиге    |
| Такехиро Хира   | Ишидо Казунари     |
| Томи Бастоу     | отац Мартин Алвито |
| Фуми Никаидо    | Рури               |

## Епизоде
| Бр. еп. | Наслов | Редитељ             | Сценариста                     | Премијера         | Гледаност у САД (милиони) |
| ------- | ------ | ------------------- | ------------------------------ | ----------------- | ------------------------- |
| 1       |        | Џонатан ван Талекен | Рејчел Кондо и Џастин Маркс    | 27. фебруар 2024. | 0,764                     |
| 2       |        | Џонатан ван Талекен | Рејчел Кондо и Џастин Маркс    | 27. фебруар 2024. | 0,764                     |
| 3       |        | Шарлота Бранстром   | Шенон Гос                      | 5. март 2024.     | 0,492                     |
| 4       |        | Фредерик Е. О. Тој  | Најџел Вилијамс и Емили Јошида | 12. март 2024.    | 0,517                     |
| 5       |        | Фредерик Е. О. Тој  | Мет Ламберт                    | 19. март 2024.    | 0,554                     |
| 6       |        | Хироми Камата       | Меган Хуанг                    | 26. март 2024.    | 0,523                     |
| 7       |        | Такеши Фукунага     | Мет Ламберт                    | 2. април 2024.    | 0,540                     |
| 8       |        | Емануел Осеј Куфур  | Шенон Гос                      | 9. април 2024.    | 0,436                     |
| 9       |        | Фредерик Е. О. Тој  | Рејчел Кондо и Кејлин Пуенте   | 16. април 2024.   | 0,538                     |
| 10      |        | Фредерик Е. О. Тој  | Меган Хуанг и Емили Јошида     | 23. април 2024.   | 0,625                     |